# Scoop (musikalbum)
Scoop er det sidste studiealbum af den svenske musiker og sangskriver Eddie Meduza. Albummet blev udgivet i 2001 og her bruger han meget af figuren Bob Lewis.
"A Lonely Christmas" er en engelsk optagelse af "En Tråkig Jul Utan Dig" fra kassetten Dårarnas Julafton fra 1988. Men i modsætning til originalen handler den ikke om alkohol.

## Spor
Alle sange skrevet og komponeret af Eddie Meduza, undtagen hvor noteret.
| #   | Titel                               | Sangskriver(e)                                | Længde |
| --- | ----------------------------------- | --------------------------------------------- | ------ |
| 1.  | "Ragga Runt"                        |                                               | 03:06  |
| 2.  | "West A Fool (Part Deux)"           |                                               | 03:41  |
| 3.  | "Every Little Piece"                | Eddie Meduza, Calle Kindbom, Thomas Thörnholm | 02:31  |
| 4.  | "American Truck"                    |                                               | 03:13  |
| 5.  | "Tonight Your Gonna Break My Heart" |                                               | 03:20  |
| 6.  | "Rolling Down The Road"             |                                               | 02:47  |
| 7.  | "Min Hobby"                         |                                               | 03:48  |
| 8.  | "Let's Go"                          |                                               | 03:20  |
| 9.  | "On The Road Again"                 |                                               | 02:37  |
| 10. | "The Man In The Sky"                |                                               | 02:52  |
| 11. | "Sweet Little Rock And Roller"      | Chuck Berry                                   | 03:26  |
| 12. | "Rock Town Boogie"                  |                                               | 02:46  |
| 13. | "Red Mazerati"                      |                                               | 03:26  |
| 14. | "Route 66"                          | Robert "Bobby" Troup                          | 02:36  |
| 15. | "A Lonely Christmas"                |                                               | 03:21  |

## Medvirkende
- Eddie Meduza - Sang, guitar og bas
- Ola Johansson - Trommer
- Roger Ljunggren - Guitar
- Stig Lindell - Keyboard

Yderligere medvirkende
- Lars "Larsa" Åström - Guitar på "Min Hobby", "Sweet Little Rock And Roller" og "Route 66"
- Björn Melin - Guitar på "Min Hobby", "Sweet Little Rock And Roller" og "Route 66"
- Peter Melin - Bas på "Min Hobby", "Sweet Little Rock And Roller" og "Route 66"

Produktion
- Patrik Tibell - Producent og mixer
- Ola Johansson - kunstværk
- Robert Löfgren - foto

"Min Hobby", "Sweet Little Rock And Roller" og "Route 66" er produceret af Eddie Meduza & The Roarin' Cadillacs og mixet af Tomas Edström.